# Orientierungslauf-Europameisterschaften 2016
Die 11. Orientierungslauf-Europameisterschaften fanden vom 25. bis 31. Mai in Jeseník in Tschechien statt. Es waren die neunten Europameisterschaften seit der Wiedereinführung des Wettbewerbs im Jahr 2000. 

## Bewerber
Mögliche Ausrichter hatten bis zum 19. Mai 2013 Zeit ihre Bewerbungen beim Internationalen Orientierungslaufverband einzureichen. Der tschechische Verband reichte mit Jeseník als Veranstaltungszentrum eine Bewerbung ein. Während der Orientierungslauf-Weltmeisterschaften 2013 in Vuokatti bestätigten die europäischen Verbände Jeseník als Austragungsort.

## Herren

### Sprint
| Platz | Land | Athlet                  | Zeit      |
| ----- | ---- | ----------------------- | --------- |
| 1     | SUI  | Matthias Kyburz         | 13:42 min |
| 2     | SWE  | Gustav Bergman          | 13:44 min |
| 3     | SUI  | Florian Howald          | 13:45 min |
| 4     | SWE  | Martin Regborn          | 13:59 min |
| 5     | SUI  | Daniel Hubmann          | 14:08 min |
| 6     | NOR  | Håkon Jarvis Westergård | 14:16 min |
| 7     | SUI  | Martin Hubmann          | 14:17 min |
|       | NZL  | Tim Robertson           | 14:17 min |

Titelverteidiger:  Jonas Leandersson

Qualifikation: 22. Mai 2016

Ort: 

Finale: 22. Mai 2016

Ort: Jeseník

Länge: 3,4 km

Steigung: 130

Posten: 22 

### Mitteldistanz
| Platz | Land | Athlet           | Zeit      |
| ----- | ---- | ---------------- | --------- |
| 1     | SUI  | Matthias Kyburz  | 31:56 min |
| 2     | SWE  | Gustav Bergman   | 32:30 min |
| 3     | FRA  | Lucas Basset     | 32:47 min |
| 4     | SWE  | Oskar Sjöberg    | 32:58 min |
| 5     | SUI  | Florian Howald   | 33:01 min |
| 6     | CZE  | Jan Šedivý       | 33:43 min |
|       | RUS  | Walentin Nowikow | 33:43 min |
| 8     | SUI  | Martin Hubmann   | 33:49 min |

Titelverteidiger:  Daniel Hubmann

Qualifikation: 26. Mai 2016

Ort: 

Finale: 27. Mai 2016

Ort: 

Länge: 5,7 km

Steigung: 210

Posten: 24 

### Langdistanz
| Platz | Land | Athlet             | Zeit      |
| ----- | ---- | ------------------ | --------- |
| 1     | SUI  | Daniel Hubmann     | 1:36:25 h |
| 2     | NOR  | Magne Dæhli        | 1:37:47 h |
| 3     | SWE  | Martin Regborn     | 1:38:33 h |
| 4     | NOR  | Carl Godager Kaas  | 1:38:35 h |
| 5     | SUI  | Baptiste Rollier   | 1:39:23 h |
| 6     | SWE  | Fredrik Bakkman    | 1:39:32 h |
| 7     | SUI  | Matthias Kyburz    | 1:39:36 h |
| 8     | FRA  | Frédéric Tranchand | 1:39:58 h |

Titelverteidiger:  Daniel Hubmann

Qualifikation: 23. Mai 2016

Ort: 

Finale: 24. Mai 2016

Ort: 

Länge: 16,1 km

Steigung: 650

Posten: 23 

### Staffel
| Platz | Land | Athleten                                        | Zeit      |
| ----- | ---- | ----------------------------------------------- | --------- |
| 1     | SUI  | Florian Howald Baptiste Rollier Martin Hubmann  | 1:46:07 h |
| 2     | NOR  | Carl Godager Kaas Eskil Kinneberg Magne Dæhli   | 1:46:15 h |
| 3     | CZE  | Jan Petržela Jan Šedivý Vojtěch Král            | 1:46:20 h |
| 4     | SWE  | Jonas Leandersson Johan Runesson Martin Regborn | 1:47:09 h |
| 5     | RUS  | Andrei Chramow Dmitri Zwetkow Walentin Nowikow  | 1:48:01 h |
| 6     | AUT  | Helmut Gremmel Gernot Kerschbaumer Robert Merl  | 1:51:02 h |
| 7     | FIN  | Olli-Markus Taivainen Olli Ojanaho Mikko Sirén  | 1:51:07 h |
| 8     | LAT  | Artūrs Pauliņš Mārtiņš Sirmais Edgars Bertuks   | 1:51:15 h |

Titelverteidiger:  Jonas Leandersson, Fredrik Johansson, Gustav Bergman

28. Mai 2016

Ort: 

## Damen

### Sprint
| Platz | Land | Athletin           | Zeit      |
| ----- | ---- | ------------------ | --------- |
| 1     | SUI  | Judith Wyder       | 14:23 min |
| 2     | UKR  | Nadija Wolynska    | 14:28 min |
| 3     | DEN  | Maja Alm           | 14:34 min |
|       | RUS  | Galina Winogradowa | 14:34 min |
| 5     | FIN  | Merja Rantanen     | 14:36 min |
| 6     | SUI  | Elena Roos         | 14:52 min |
| 7     | FIN  | Sari Anttonen      | 14:56 min |
| 8     | RUS  | Anna Dvorianskaia  | 14:57 min |

Titelverteidigerin:  Judith Wyder

Qualifikation: 22. Mai 2016

Ort: 

Finale: 22. Mai 2016

Ort: Jeseník

Länge: 3,0 km

Steigung: 115

Posten: 18 

### Mitteldistanz
| Platz | Land | Athletin           | Zeit      |
| ----- | ---- | ------------------ | --------- |
| 1     | SWE  | Tove Alexandersson | 32:37 min |
| 2     | SUI  | Judith Wyder       | 34:50 min |
| 3     | FIN  | Marika Teini       | 35:02 min |
| 4     | DEN  | Maja Alm           | 35:27 min |
| 5     | FIN  | Saila Kinni        | 35:35 min |
| 6     | SWE  | Helena Jansson     | 36:08 min |
| 7     | DEN  | Ida Bobach         | 36:19 min |
| 8     | FIN  | Venla Harju        | 36:22 min |
|       | SWE  | Lina Strand        | 36:22 min |

Titelverteidigerin:  Signe Søes

Qualifikation: 26. Mai 2016

Ort: 

Finale: 27. Mai 2016

Ort: 

Länge: 5,0 km

Steigung: 170

Posten: 21 

### Langdistanz
| Platz | Land | Athletin                        | Zeit      |
| ----- | ---- | ------------------------------- | --------- |
| 1     | SWE  | Tove Alexandersson              | 1:14:20 h |
| 2     | NOR  | Anne Margrethe Hausken Nordberg | 1:15:01 h |
| 3     | RUS  | Swetlana Mironowa               | 1:16:53 h |
| 4     | RUS  | Natalia Winogradowa             | 1:17:17 h |
| 5     | SUI  | Sabine Hauswirth                | 1:18:24 h |
| 6     | GBR  | Hollie Orr                      | 1:18:50 h |
| 7     | CAN  | Emily Kemp                      | 1:19:27 h |
| 8     | SUI  | Julia Gross                     | 1:19:54 h |

Titelverteidigerin:  Judith Wyder

Qualifikation: 23. Mai 2016

Ort: 

Finale: 24. Mai 2016

Ort: 

Länge: 10,3 km

Steigung: 410

Posten: 15 

### Staffel
| Platz | Land | Athletinnen                                              | Zeit      |
| ----- | ---- | -------------------------------------------------------- | --------- |
| 1     | FIN  | Sari Anttonen Marika Teini Merja Rantanen                | 1:42:57 h |
| 2     | SWE  | Lina Strand Emma Johansson Tove Alexandersson            | 1:43:01 h |
| 3     | RUS  | Anastasija Rudnaja Natalia Winogradowa Swetlana Mironowa | 1:43:12 h |
| 4     | SUI  | Julia Gross Sabine Hauswirth Judith Wyder                | 1:43:18 h |
| 5     | CZE  | Denisa Kosová Dana Šafka Brožková Jana Knapová           | 1:47:44 h |
| 6     | DEN  | Signe Klinting Ida Bobach Maja Alm                       | 1:49:31 h |
| 7     | NOR  | Ingjerd Myhre Marianne Andersen Emma Johansson           | 1:50:27 h |
| 8     | EST  | Annika Rihma Evely Kaasiku Marianne Haug                 | 1:54:43 h |

Titelverteidigerinnen:  Julia Gross, Sabine Hauswirth, Judith Wyder
 
28. Mai 2016

Ort: 

## Mixed-Sprintstaffel
| Platz | Land | Athletinnen                                                         | Zeit      |
| ----- | ---- | ------------------------------------------------------------------- | --------- |
| 1     | RUS  | Natalia Winogradowa Gleb Tichonow Andrei Chramow Galina Winogradowa | 1:03:01 h |
| 2     | DEN  | Cecilie Klysner Tue Lassen Søren Bobach Maja Alm                    | 1:03:15 h |
| 3     | SUI  | Judith Wyder Andreas Kyburz Martin Hubmann Rahel Friederich         | 1:03:28 h |
| 4     | FIN  | Merja Rantanen Topi Raitanen Aleksi Niemi Venla Harju               | 1:04:15 h |
| 5     | CZE  | Denisa Kosová Jan Procházka Vojtěch Král Jana Knapová               | 1:04:45 h |
| 6     | FRA  | Amélie Chataing Frédéric Tranchand Lucas Basset Léa Vercellotti     | 1:05:28 h |
| 7     | GBR  | Charlotte Ward Peter Hodkinson Kristian Jones Jo Shepherd           | 1:06:32 h |
| 8     | EST  | Annika Rihma Raido Mitt Kenny Kivikas Evely Kaasiku                 | 1:07:27 h |

Titelverteidiger: erste Austragung

21. Mai 2016

Ort: Bruntál

## Medaillenspiegel
| Platz | Land       | Gold | Silber | Bronze | Gesamt |
| ----- | ---------- | ---- | ------ | ------ | ------ |
| 1     | Schweiz    | 5    | 1      | 2      | 8      |
| 2     | Schweden   | 2    | 3      | 1      | 6      |
| 3     | Russland   | 1    | -      | 2      | 3      |
| 4     | Finnland   | 1    | -      | 1      | 2      |
| 5     | Norwegen   | –    | 3      | –      | 3      |
| 6     | Dänemark   | –    | 1      | 1      | 2      |
| 6     | Ukraine    | –    | 1      | –      | 1      |
| 8     | Frankreich | –    | –      | 1      | 1      |
| 8     | Tschechien | –    | –      | 1      | 1      |